# Oregoni Keleti Orvoslási Főiskola
Az Oregoni Keleti Orvoslási Főiskola magánintézmény az Amerikai Egyesült Államok Oregon államának Portland városában. Az iskolát az Akupunktúrás és Keleti Orvostudományi Akkreditációs Bizottság, valamint az Oregoni Hallgatótámogatási Bizottság akkreditálta.

## Története
Az 1983-ban alapított intézmény mester- és doktori képzéseket kínál. 2005 júliusában itt végeztek az ország első akupunktúrás orvosai.
2009-ben bejelentették, hogy a város kínai negyedébe költöznek. A 15,2 millió dolláros beruházás keretében felújított, a LEED arany fokozatú energiabesorolásával rendelkező épületet 2012 szeptemberében adták át.

## Kórházak
A főiskola Portlandben kettő kórházat és egy gyógynövényes gyógyászattal foglalkozó klinikát tart fenn. Az OCOM Hollywood kórház nyolc betegszobával rendelkezik, az OCOM kórház és a gyógynövényes klinika pedig a 2012-ben átadott campuson található. Az oktató kórházként is szolgáló klinikák évente húszezer főt látnak el.
Az intézmény kutatómunkára több szövetségi támogatást is kapott; ezek egyike az Arizonai Egyetemmel közösen végzett munka a temporomandibuláris ízületi diszfunkcióval kapcsolatban.

## Fordítás
- Ez a szócikk részben vagy egészben  az   Oregon College of Oriental Medicine című angol Wikipédia-szócikk ezen változatának fordításán alapul.  Az eredeti cikk szerkesztőit annak laptörténete sorolja fel. Ez a jelzés csupán a megfogalmazás eredetét és a szerzői jogokat jelzi, nem szolgál a cikkben szereplő információk forrásmegjelöléseként.